# Oulles
Oulles település Franciaországban, Isère megyében. Lakosainak száma 16 fő (2022. január 1.). Oulles Le Bourg-d’Oisans, Livet-et-Gavet és Ornon községekkel határos.

## Népesség
A település népességének változása:
| Lakosok száma | 29   | 8    | 9    | 12   | 12   | 9    | 7    | 6    | 9    | 16   |
|               | 1968 | 1982 | 1990 | 2006 | 2013 | 2015 | 2017 | 2019 | 2020 | 2022 |